# 韋納姆 (麻薩諸塞州)
韋納姆（英語：Wenham）是一個位於美國麻薩諸塞州艾塞克斯縣的鎮。

## 人口
根據2020年美國人口普查的數據，韋納姆的面積為21.10平方千米，當中陸地面積為19.80平方千米，而水域面積為1.30平方千米。當地共有人口4979人，而人口密度為每平方千米236人。